# Gonomyia (Leiponeura) spinolateralis
Gonomyia (Leiponeura) spinolateralis is een tweevleugelige uit de familie steltmuggen (Limoniidae). De soort komt voor in het Neotropisch gebied.